# Nečven
Nečven grad ili Nečven kula (lat. Nechwen), hrvatska srednjovjekovna utvrda smještena na zapadnoj strani Promine, na rubu strmih litica na lijevoj strani rijeke Krke. Nasuprot njoj, na desnoj obali Krke nalazi se tvrđava Trošenj, grad Šubića. Od 14. stoljeća gospodari Nečvena su članovi hrvatske velikaške obitelji Nelipić.
Nečven je, prema legendi, dobio ime po lijepoj Nečven djevojci koja je odbijala prošnje bribirskih knezova i na kraju se otrovala kako bi izbjegla takvoj sudbini. Priča, vjerojatno simbolizira neprijateljstvo knezova Šubića i Nelipića koji su imali utvrđenja jedno nasuprot drugome.
Istraživanja provedena početkom 20. stoljeća u podgrađu otkrila su postojanje temelja sakralnoga objekta, za kojega se vjeruje da je to bila crkva posvećena Duhu Svetomu.

## Arhitektura utvrđenja
Ostaci utvrde nalaze se na rubu litice koja se okomito uzdiže iznad lijeve obale rijeke Krke. Zajedno s bribirskom kulom Trošenj koja se nalazila sučelice na suprotnoj obali, kontrolirala je prijelaz preko rijeke. Nečven je srednje velika utvrda koja se prostire na oko 1000 m2 prostora, a sa svih strana bila je opasana visokim bedemima. Zidovi su bili debeli preko jednog metra. Strmi južni zidovi, prema provaliji, bili su visoki do 15 metara i imali su pet katova. Sjeverna strana je danas puna ruševina i tu je smještena velika starinska četvrtasta kula koja je također imala pet katova. Nepravila je višekutnog tlocrta, dimenzija oko 74 m x 37 m, dok je središte utvrde trapezasta tlocrta, dimenzija 45 m x 24 m. Središtem dominira veliko unutarnje dvorište, koje je s istočne i zapadne strane omeđeno bedemom, a sa sjevera ostacima nekadašnjeg stambeno-reprezentativnog palasa, u sklopu kojeg su se nalazili glavni ulaz u središnji dio utvrde te visoka kula kvadratnog tlocrta u sjeveroistočnom dijelu palasa. Južnim dijelom dvorišta dominiraju neznatni ostaci nekoć velebne branič-kule, koja je bila masivna peterokatna građevina kružnoga tlocrta, promjera oko 10 m, čiji je zapadna polovica bila očuvana u punoj visini sve do potkraj 19. stoljeća.
Sjeverna strana središnjeg dijela utvrđenja bila je zaštićena vanjskim dvorištem trapezasta tlocrta sa snažnom peterokutnom kulom na istočnom kutu. Glavna vrata u utvrdu nalazila su se na sjeveroistočnom bedemu, tik do spomenute kule i potpuno su očuvana. Utvrda Nečven je bila opasana dodatnim bedemima s istočne i južne strane središnjeg dijela utvrđenja što je formiralo predgrađe unutar kojeg su otkriveni ostaci manje građevine kvadratnog tlocrta.
Tijekom konzervatorskih radova na utvrdi, arheolozi su otkrili izvrsno očuvanu mačkulu. Ovaj izniman nalaz pronađen je u nasipnom materijalu šesterokutne kule s desne strane ulaza utvrde.

## Povijest
Utvrda Nečven bila je do 1421. godine dvor kninskih knezova Nelipčića koji su se nametnuli kao gospodari južne Hrvatske nakon sloma knezova Bribirskih 1322. godine. Poslije smrti moćnog vojvode Nelipca († 1344.) utvrdom je vladala njegova udovica Vladislava. Gospodar Nečvena i Ključa, bio je i njihov sin, kninski, cetinski i humski knez Ivan Nelipčić († 1378./79.), a posljednji gospodar Nečvena Ivanov sin Ivaniš Nelipić († 1434.), knez Cetine, Rame i Prozora, hrvatsko-dalmatinski ban. Nakon njegove smrti izumro je rod Nelipića.
Nečven zatim dolazi u posjed kneza Jurja Martinušića, a od 1522. – 1686. držali su ga Turci, odakle su upravljali područjem do Drniša i Knina. Uz tvrđavu se nalazio stari drveni most preko Krke koji je Turcima poslužio za prodor u Bukovicu. Sredinom 17. stoljeća Nečven je, uz Šibenik i Knin, najmoćnija i vojno-strateški najznačajnija utvrda na lijevoj obali rijeke Krke. Sama utvrda nije bila naseljena. Procjenjuje se da je u njoj boravila posada od oko 80 vojnika. Uz tvrđavu je bilo prigrađe od osamdesetak kuća. Most preko Krke srušio je don Stjepan Sorić, vođa uskočkih krajišnika. Godine 1648. turska vojska napušta Nečven i predaje ga Šibenčanima i Trogiranima, a mletački general Foscolo naređuje da se utvrda zapali. No 1670. Nečven ponovno zauzimaju Turci i drže ga sljedećih osam godina, do 1678. Nakon toga, Nečven doživljava relativni prosperitet. Početkom 18. stoljeća u naselju uz tvrđavu živi čak 247 stanovnika. Potom postupno gubi svoje strateško značenje pa su krajem 18. stoljeća potpuno napušteni i tvrđava i naselje uz nju. Sada je u privatnom vlasništvu austrijskog kupca.